# Coppa Italia Serie C 2024-2025
La Coppa Italia Serie C 2024-2025 è stata una competizione di calcio italiana alla quale hanno partecipato le squadre iscritte al campionato di Serie C 2024-2025. La competizione è iniziata il 9 agosto 2024 ed è terminata l'8 aprile 2025. Il torneo è stato vinto dal Rimini, alla sua prima affermazione.

## Formula
Partecipano alla competizione le 60 squadre iscritte al campionato di Serie C 2024-2025. La competizione si svolge interamente ad eliminazione diretta: i primi quattro turni sono in gara unica, mentre semifinali e finale si svolgono con gare di andata e ritorno.
Le 4 società selezionate per partecipare anche alla Coppa Italia professionisti sono esentate dal primo turno ed ammesse direttamente al secondo. Ai fini della determinazione degli accoppiamenti fino agli ottavi di finale secondo un criterio di vicinanza geografica, tutte le 60 squadre partecipanti sono suddivise in quattro gruppi, ciascuno comprendente 15 società. In ciascun gruppo sono inserite una delle squadre esentate dal primo turno e 14 di quelle che invece devono disputarlo.
- Primo turno: in ciascuno dei 4 gruppi un sorteggio integrale determina i 7 accoppiamenti fra le 14 squadre che ne fanno parte, stabilendo per sorteggio anche la squadra che ha diritto a giocare in casa la gara unica. Le vincitrici accedono al secondo turno.

- Secondo turno: partecipano complessivamente 32 società, vale a dire le 28 vincitrici il primo turno e le 4 società ammesse alla Coppa Italia 2024-2025 organizzata dalla LNP Serie A. All'interno di ciascuno dei quattro gruppi le 8 squadre (1 ammessa di diritto e 7 provenienti dal turno precedente) sono nuovamente abbinate da un sorteggio integrale per determinare i 4 accoppiamenti. Il sorteggio stabilisce anche chi ha diritto a giocare in casa la gara unica, eccezion fatta per la squadra ammessa di diritto a questo turno, che gioca di diritto in casa contro l'avversaria assegnatale dal sorteggio. Le squadre vincitrici accedono agli ottavi di finale.

- Ottavi di finale: vi partecipano le 16 squadre vincitrici del secondo turno eliminatorio. Ancora una volta, all'interno di ciascun gruppo le 4 squadre rimaste in lizza sono abbinate da un sorteggio integrale per determinare i 2 accoppiamenti e il fattore campo. Le vincitrici accedono ai quarti di finale.
- Quarti di finale: partecipano le 8 vincitrici degli ottavi di finale. A partire da questo turno gli accoppiamenti sono determinati da un sorteggio integrale, senza più tenere conto dei 4 gruppi geografici di provenienza. Le vincitrici accedono alle semifinali.
- Semifinali e finale: le 4 vincitrici dei quarti di finale si sfidano con gare di andata e ritorno; il sorteggio determina l'ordine dei campi, anche per la finale fra le due vincitrici delle semifinali.

La vincitrice del torneo si qualificherà di diritto, oltre che alla Coppa Italia 2025-2026, anche alla fase nazionale dei playoff di Serie C 2024-2025 per la promozione in Serie B 2025-2026, a meno che essa non si trovasse in una delle seguenti situazioni:
1. già promossa in Serie B per piazzamento (primo posto nel proprio girone del campionato);
2. già ammessa alla fase nazionale dei playoff per piazzamento (secondo o terzo posto nel proprio girone del campionato);
3. rinunciante alla partecipazione ai playoff;
4. piazzamento nel proprio girone del campionato di Serie C in uno degli ultimi cinque posti per cui debba disputare i play out (quindi retrocessa direttamente in Serie D).

In tal caso il suo posto sarebbe colmato dalla finalista sconfitta in questo torneo o, in subordine, dalla quarta classificata del girone cui appartiene la vincitrice di coppa.

## Calendario
| Fase              | Turno            | Andata              | Ritorno             |
| ----------------- | ---------------- | ------------------- | ------------------- |
| Turni eliminatori | Primo turno      | 9-10-11 agosto 2024 | 9-10-11 agosto 2024 |
| Turni eliminatori | Secondo turno    | 17-18 agosto 2024   | 17-18 agosto 2024   |
| Fase finale       | Ottavi di finale | 26-27 novembre 2024 | 26-27 novembre 2024 |
| Fase finale       | Quarti di finale | 18 dicembre 2024    | 18 dicembre 2024    |
| Fase finale       | Semifinali       | 22 gennaio 2025     | 11-12 febbraio 2025 |
| Fase finale       | Finale           | 25 marzo 2025       | 8 aprile 2025       |

## Partite

### Turni eliminatori

#### Primo turno
Vi partecipano le 56 squadre che non avevano partecipato alla Coppa Italia maggiore. Le squadre sono suddivise in 4 gruppi costituiti da 14 squadre, e si affrontano in gare di sola andata. Le squadre vincitrici vengono ammesse al secondo turno.
| Squadra 1      | Risultato       | Squadra 2            |          |          |
| Gruppo 1       | Gruppo 1        | Gruppo 1             | Gruppo 1 | Gruppo 1 |
| -------------- | --------------- | -------------------- | -------- | -------- |
| AlbinoLeffe    | 3 - 2           | Sestri Levante       |          |          |
| Giana Erminio  | 2 - 1           | Juventus Next Gen    |          |          |
| Lecco          | 0 - 3           | Milan Futuro         |          |          |
| Pro Patria     | 1 - 0           | Pergolettese         |          |          |
| Pro Vercelli   | 1 - 0 (dts)     | Lucchese             |          |          |
| Renate         | 2 - 2 (2-4 dtr) | Novara               |          |          |
| Virtus Entella | 2 - 0           | Alcione              |          |          |
| Gruppo 2       |                 |                      |          |          |
| Triestina      | 0 - 1           | Trento               |          |          |
| Atalanta U23   | 2 - 1           | SPAL                 |          |          |
| Lumezzane      | 1 - 0           | Union Clodiense CS   |          |          |
| Legnago        | 1 - 2           | Vicenza              |          |          |
| Virtus Verona  | 2 - 2 (3-5 dtr) | Caldiero             |          |          |
| Rimini         | 1 - 0           | Arzignano Valchiampo |          |          |
| Feralpisalò    | 1 - 0           | Carpi                |          |          |
| Gruppo 3       |                 |                      |          |          |
| Ascoli         | 2 - 1           | Gubbio               |          |          |
| Pontedera      | 1 - 0           | Pianese              |          |          |
| Latina         | 1 - 4           | Perugia              |          |          |
| Giugliano      | 4 - 1 (dts)     | Campobasso           |          |          |
| Ternana        | 1 - 2 (dts)     | Casertana            |          |          |
| Pescara        | 0 - 2           | Pineto               |          |          |
| Vis Pesaro     | 1 - 3           | Arezzo               |          |          |
| Gruppo 4       |                 |                      |          |          |
| Foggia         | 1 - 2           | Monopoli             |          |          |
| Cavese         | 0 - 1           | Trapani              |          |          |
| Crotone        | 1 - 0           | Messina              |          |          |
| Potenza        | 1 - 0           | Audace Cerignola     |          |          |
| AZ Picerno     | 2 - 0           | Sorrento             |          |          |
| Turris         | 1 - 3 (dts)     | Team Altamura        |          |          |
| Benevento      | 6 - 0           | Taranto              |          |          |

#### Secondo turno
Vi partecipano le 28 squadre vincitrici del primo turno e le 4 squadre che hanno partecipato alla Coppa Italia maggiore. Le squadre sono suddivise in 4 gruppi costituiti da 8 squadre, e si affrontano in gare di sola andata. Le squadre vincitrici vengono ammesse alla fase finale.
| Squadra 1     | Risultato       | Squadra 2      |          |          |
| Gruppo A      | Gruppo A        | Gruppo A       | Gruppo A | Gruppo A |
| ------------- | --------------- | -------------- | -------- | -------- |
| Novara        | 1 - 2           | Milan Futuro   |          |          |
| Pro Patria    | 0 - 0 (4-5 dtr) | Pro Vercelli   |          |          |
| Giana Erminio | 1 - 0           | Virtus Entella |          |          |
| Torres        | 3 - 1           | AlbinoLeffe    |          |          |
| Gruppo B      |                 |                |          |          |
| Caldiero      | 2 - 0           | Trento         |          |          |
| Padova        | 3 - 2 (dts)     | Feralpisalò    |          |          |
| Atalanta U23  | 1 - 2           | Vicenza        |          |          |
| Lumezzane     | 0 - 1           | Rimini         |          |          |
| Gruppo C      |                 |                |          |          |
| Arezzo        | 2 - 1           | Ascoli         |          |          |
| Avellino      | 1 - 1 (5-3 dtr) | Pontedera      |          |          |
| Pineto        | 0 - 2           | Perugia        |          |          |
| Casertana     | 1 - 1 (1-4 dtr) | Giugliano      |          |          |
| Gruppo D      |                 |                |          |          |
| Benevento     | 1 - 2           | Potenza        |          |          |
| Trapani       | 2 - 0           | Monopoli       |          |          |
| AZ Picerno    | 1 - 3 (dts)     | Team Altamura  |          |          |
| Catania       | 1 - 1 (6-5 dtr) | Crotone        |          |          |

## Fase finale

### Squadre partecipanti
| Club          | Città                      | Stadio                                  | Ultima Partecipazione                  |
| ------------- | -------------------------- | --------------------------------------- | -------------------------------------- |
| Arezzo        | Arezzo                     | Stadio Città di Arezzo                  | 2023-24: Eliminato al Primo Turno      |
| Avellino      | Avellino                   | Stadio Partenio-Adriano Lombardi        | 2023-24: Eliminato ai Quarti di Finale |
| Caldiero      | Caldiero (VR)              | Stadio Mario Berti                      | Esordiente                             |
| Catania       | Catania                    | Stadio Angelo Massimino                 | 2023-24: Vincitore                     |
| Giana Erminio | Gorgonzola (MI)            | Stadio Città di Gorgonzola              | 2023-24: Eliminato al Primo Turno      |
| Giugliano     | Giugliano in Campania (NA) | Stadio Alberto De Cristofaro            | 2023-24: Eliminato al Secondo Turno    |
| Vicenza       | Vicenza                    | Stadio Romeo Menti                      | 2023-24: Eliminato ai Quarti di Finale |
| Milan Futuro  | Milano                     | Stadio Felice Chinetti (Solbiate Arno)  | Esordiente                             |
| Padova        | Padova                     | Stadio Euganeo                          | 2023-24: Finalista                     |
| Perugia       | Perugia                    | Stadio Renato Curi                      | 2023-24: Eliminato al Secondo Turno    |
| Potenza       | Potenza                    | Stadio Alfredo Viviani                  | 2023-24: Eliminato al Primo Turno      |
| Pro Vercelli  | Vercelli                   | Stadio Silvio Piola                     | 2023-24: Eliminato al Primo Turno      |
| Rimini        | Rimini                     | Stadio Romeo Neri                       | 2023-24: Eliminato in Semifinale       |
| Team Altamura | Altamura (BA)              | Stadio Antonio D'Angelo                 | Esordiente                             |
| Torres        | Sassari                    | Stadio Vanni Sanna                      | 2023-24: Eliminato al Secondo Turno    |
| Trapani       | Trapani                    | Stadio Polisportivo Provinciale (Erice) | 2018-19: Eliminato in Semifinale       |

#### Ottavi di finale
Le 16 squadre partecipanti vengono divise in 4 gironi da 4 squadre ciascuno. 
I gironi a loro volta sono divisi in due match 
Gli ottavi si disputano in gara unica.
| Squadra 1     | Risultato       | Squadra 2     |          |          |
| Gruppo A      | Gruppo A        | Gruppo A      | Gruppo A | Gruppo A |
| ------------- | --------------- | ------------- | -------- | -------- |
| Giana Erminio | 3 - 0           | Pro Vercelli  |          |          |
| Torres        | 0 - 1           | Milan Futuro  |          |          |
| Gruppo B      |                 |               |          |          |
| Vicenza       | 1 - 2 (dts)     | Rimini        |          |          |
| Padova        | 1 - 2           | Caldiero      |          |          |
| Gruppo C      |                 |               |          |          |
| Giugliano     | 2 - 4           | Avellino      |          |          |
| Perugia       | 1 - 2           | Arezzo        |          |          |
| Gruppo D      |                 |               |          |          |
| Potenza       | 1 - 1 (4-5 dtr) | Team Altamura |          |          |
| Catania       | 0 - 5           | Trapani       |          |          |

| Arbitro: | Vingo (Pisa) |

|                                             |                      |                                          |
| Ferro 45+3’                                 | Marcatori            | 90+3’ Silletti                           |
| Caturano Rosafio Castorani Selleri Ghisolfi | Tiri di rigore 4 – 5 | Rolando Dipinto Gigliotti Bumbu Silletti |

| Arbitro: | Gavini (Aprilia) |

|                          |           |                                            |
| Giorgione 4’ Maselli 90’ | Marcatori | 46’ Russo 49’ Armellino 72’ Gori 75’ Redan |

| Arbitro: | Grasso (Ariano Irpino) |

|  |           |                                                         |
|  | Marcatori | 8’ Carraro 32’ Celiento 54’ Karić 69’ Spini 90’ Kanoute |

| Arbitro: | Drigo (Portogruaro) |

|                                        |           |  |
| Montipò 9’ Caferri 61’ Alborghetti 71’ | Marcatori |  |

| Arbitro: | Maccarini (Arezzo) |

|  |           |         |
|  | Marcatori | 54’ Sia |

| Arbitro: | Angelillo (Nola) |

|            |           |                       |
| Favale 12’ | Marcatori | 15’ Lanzi 57’ Gattoni |

| Arbitro: | Ramondino (Palermo) |

|            |           |                               |
| Capone 32’ | Marcatori | 60’ Cinquegrano 104’ Cernigoi |

| Arbitro: | Leone (Barletta) |

|                    |           |                   |
| Matos 90+1’ (rig.) | Marcatori | 14’, 17’ Ogunseye |

#### Quarti di finale
Da questa fase in poi, non ci sono più i gironi ma si passa a fase nazionale. 
I quarti si disputano in gara unica.
| Squadra 1     | Risultato | Squadra 2 |
| ------------- | --------- | --------- |
| Giana Erminio | 3 - 0     | Avellino  |
| Milan Futuro  | 0 - 2     | Caldiero  |
| Arezzo        | 0 - 1     | Trapani   |
| Team Altamura | 1 - 2     | Rimini    |

| Arbitro: | Gianquinto (Parma) |

|  |           |                          |
|  | Marcatori | 16’ Scappini 39’ Zerbato |

| Arbitro: | Silvestri (Roma 1) |

|                           |           |  |
| Montipò 8’, 48’ Renda 10’ | Marcatori |  |

| Arbitro: | Vogliacco (Bari) |

|  |           |             |
|  | Marcatori | 88’ Lescano |

| Arbitro: | Renzi (Pesaro) |

|                    |           |                      |
| Lepri 45+1’ (aut.) | Marcatori | 17’ Falbo 90’ Parigi |

#### Semifinali
Si disputano in partite di andata e ritorno.
| Squadra 1     | Totale | Squadra 2 | Andata | Ritorno |
| ------------- | ------ | --------- | ------ | ------- |
| Giana Erminio | 4 - 3  | Caldiero  | 1 - 1  | 3 - 2   |
| Trapani       | 0 - 3  | Rimini    | 0 - 0  | 0 - 3   |

| Arbitro: | Grasso (Ariano Irpino) |

|                     |           |               |
| Stückler 23’ (rig.) | Marcatori | 90+3’ Caccavo |

| Erice 22 gennaio 2025, ore 20:30 CET Andata | Trapani                   | 0 – 0 | Rimini | Stadio Polisportivo Provinciale\| Arbitro: \| Di Francesco (Ostia Lido) \| |
| Arbitro:                                    | Di Francesco (Ostia Lido) |       |        |                                                                            |

| Arbitro: | Mastrodomenico (Matera) |

|                                         |           |  |
| Cioffi 74’ Malagrida 85’ Langella 90+6’ | Marcatori |  |

| Arbitro: | Madonia (Palermo) |

|                        |           |                                       |
| Gobetti 15’ Florio 22’ | Marcatori | 20’ De Maria 49’ Scaringi 69’ Lamesta |

#### Finale
La finale si disputa in gara doppia: 25 marzo (andata) e 8 aprile (ritorno) 2025.
| Squadra 1     | Totale | Squadra 2 | Andata | Ritorno |
| ------------- | ------ | --------- | ------ | ------- |
| Giana Erminio | 0 - 1  | Rimini    | 0 - 1  | 0 - 0   |

| Arbitro: | Turrini (Firenze) |

|  |           |            |
|  | Marcatori | 81’ Cioffi |

| Rimini 8 aprile 2025, ore 20:30 CEST Ritorno | Rimini           | 0 – 0 | Giana Erminio | Stadio Romeo Neri (6 029 spett.)\| Arbitro: \| Mucera (Palermo) \| |
| Arbitro:                                     | Mucera (Palermo) |       |               |                                                                    |

## Classifica marcatori
| Gol | Rigori |  | Giocatore          | Squadra       |
| --- | ------ |  | ------------------ | ------------- |
| 4   |        |  | Martin Montipò     | Giana Erminio |
| 3   |        |  | Mamadou Kanouté    | Trapani       |
| 3   |        |  | Davide Lamesta     | Benevento     |
| 3   |        |  | Nicola Rauti       | L.R. Vicenza  |
| 3   |        |  | Adam Pálsson       | Perugia       |
| 3   |        |  | Antonio Sabbatani  | Team Altamura |
| 2   |        |  | Antonio Cioffi     | Rimini        |
| 2   |        |  | Daniele Montevago  | Perugia       |
| 2   |        |  | Lorenzo Zerbato    | Caldiero      |
| 2   |        |  | Jonathan Italeng   | Pontedera     |
| 2   |        |  | Álex Jiménez       | Milan Futuro  |
| 2   |        |  | Christian Langella | Rimini        |
| 2   |        |  | Cristian Padula    | Giugliano     |
| 2   | 1      |  | Francesco Camarda  | Milan Futuro  |
| 2   |        |  | Nermin Karić       | Trapani       |
| 2   |        |  | Raffaele Russo     | Avellino      |
| 2   |        |  | Giacomo Parigi     | Rimini        |
| 2   | 1      |  | Vito Leonetti      | Team Altamura |
| 2   |        |  | Roberto Ogunseye   | Arezzo        |